# Tiro ai Giochi della XXXII Olimpiade - Pistola 10 metri aria compressa a squadre
La gara di pistola 10 metri aria compressa a squadre dei Giochi della XXXII Olimpiade si è svolta il 27 luglio 2021. Hanno partecipato 40 atleti da 15 nazioni.
I vincitori della gara sono stati i cinesi Jiang Ranxin e Pang Wei.

## Programma
| Data           | Ora (JPN/UTC+9) | Turno          |
| -------------- | --------------- | -------------- |
| 27 luglio 2021 | 9:00 9:45       | Qualificazioni |
| 27 luglio 2021 | 11:00           | Finale bronzo  |
| 27 luglio 2021 | 15:30           | Finale oro     |

## Risultati

### Qualificazione Stage 1
| Pos. | Atleti                  | Nazionalità     | Serie | Serie | Serie | Totale  | Note |
| Pos. | Atleti                  | Nazionalità     | 1     | 2     | 3     | Totale  | Note |
| ---- | ----------------------- | --------------- | ----- | ----- | ----- | ------- | ---- |
| 1    | Manu Bhaker             | India 1         | 97    | 94    | 95    | 582-26x | Q    |
| 1    | Saurabh Chaudhary       | India 1         | 98    | 100   | 98    | 582-26x | Q    |
| 2    | Vitalina Bacaraškina    | ROC 1           | 96    | 95    | 98    | 581-19x | Q    |
| 2    | Artem Chernousov        | ROC 1           | 98    | 97    | 97    | 581-19x | Q    |
| 3    | Jiang Ranxin            | Cina 1          | 97    | 97    | 98    | 581-19x | Q    |
| 3    | Pang Wei                | Cina 1          | 97    | 97    | 95    | 581-19x | Q    |
| 4    | Olena Kostevyč          | Ucraina         | 95    | 98    | 99    | 580-20x | Q    |
| 4    | Oleh Omelchuk           | Ucraina         | 96    | 99    | 93    | 580-20x | Q    |
| 5    | Zorana Arunović         | Serbia          | 96    | 96    | 96    | 577-17x | Q    |
| 5    | Damir Mikec             | Serbia          | 97    | 96    | 96    | 577-17x | Q    |
| 6    | Dina Aspandiyarova      | Australia       | 96    | 96    | 93    | 576-17x | Q    |
| 6    | Daniel Repacholi        | Australia       | 98    | 95    | 98    | 576-17x | Q    |
| 7    | Wang Qian               | Cina 2          | 93    | 96    | 94    | 576-13x | Q    |
| 7    | He Zhengyang            | Cina 2          | 98    | 98    | 97    | 576-13x | Q    |
| 8    | Hanieh Rostamian        | Iran            | 96    | 97    | 93    | 575-18x | Q    |
| 8    | Javad Foroughi          | Iran            | 95    | 99    | 95    | 575-18x | Q    |
| 9    | Choo Ga-eun             | Corea del Sud 2 | 97    | 94    | 95    | 575-13x |      |
| 9    | Jin Jong-oh             | Corea del Sud 2 | 97    | 96    | 96    | 575-13x |      |
| 10   | Sandra Uptagrafft       | Stati Uniti 2   | 99    | 95    | 96    | 573-12x |      |
| 10   | James Hall              | Stati Uniti 2   | 95    | 93    | 95    | 573-12x |      |
| 11   | Kim Bo-mi               | Corea del Sud 1 | 94    | 96    | 98    | 573-11x |      |
| 11   | Kim Mo-se               | Corea del Sud 1 | 94    | 96    | 95    | 573-11x |      |
| 12   | Carina Wimmer           | Germania        | 94    | 92    | 95    | 571-19x |      |
| 12   | Christian Reitz         | Germania        | 95    | 99    | 96    | 571-19x |      |
| 13   | Tsolmonbaataryn Anudari | Mongolia        | 93    | 95    | 90    | 571-15x |      |
| 13   | Enkhtaivany Davaakhüü   | Mongolia        | 99    | 98    | 96    | 571-15x |      |
| 14   | Laina Pérez             | Cuba            | 93    | 92    | 95    | 568- 9x |      |
| 14   | Jorge Grau              | Cuba            | 96    | 94    | 98    | 568- 9x |      |
| 15   | Margarita Chernousova   | ROC 2           | 93    | 94    | 89    | 566-19x |      |
| 15   | Anton Aristarkhov       | ROC 2           | 96    | 95    | 99    | 566-19x |      |
| 16   | Alexis Lagan            | Stati Uniti 1   | 93    | 91    | 94    | 565-17x |      |
| 16   | Nick Mowrer             | Stati Uniti 1   | 95    | 95    | 97    | 565-17x |      |
| 17   | Yashaswini Singh Deswal | India 2         | 95    | 95    | 91    | 564-10x |      |
| 17   | Abhishek Verma          | India 2         | 92    | 94    | 97    | 564-10x |      |
| 18   | Radwa Abdel Latif       | Egitto          | 93    | 93    | 96    | 563-11x |      |
| 18   | Samy Abdel Razek        | Egitto          | 91    | 96    | 94    | 563-11x |      |
| 19   | Olfa Charni             | Tunisia         | 92    | 93    | 92    | 561-15x |      |
| 19   | Ala Al-Othmani          | Tunisia         | 98    | 93    | 93    | 561-15x |      |
| 20   | Satoko Yamada           | Giappone        | 91    | 94    | 92    | 559-11x |      |
| 20   | Kojiro Horimizu         | Giappone        | 94    | 95    | 93    | 559-11x |      |

### Qualificazione Stage 2
| Pos. | Atleti               | Nazionalità | Serie | Serie | Totale  | Note |
| Pos. | Atleti               | Nazionalità | 1     | 2     | Totale  | Note |
| ---- | -------------------- | ----------- | ----- | ----- | ------- | ---- |
| 1    | Jiang Ranxin         | Cina 1      | 97    | 95    | 387-10x | QG   |
| 1    | Pang Wei             | Cina 1      | 97    | 98    | 387-10x | QG   |
| 2    | Vitalina Bacaraškina | ROC 1       | 97    | 95    | 386-15x | QG   |
| 2    | Artem Chernousov     | ROC 1       | 96    | 98    | 386-15x | QG   |
| 3    | Olena Kostevyč       | Ucraina     | 97    | 98    | 386-13x | QB   |
| 3    | Oleh Omelchuk        | Ucraina     | 97    | 94    | 386-13x | QB   |
| 4    | Zorana Arunović      | Serbia      | 97    | 96    | 384-11x | QB   |
| 4    | Damir Mikec          | Serbia      | 95    | 96    | 384-11x | QB   |
| 5    | Hanieh Rostamian     | Iran        | 92    | 94    | 382-13x |      |
| 5    | Javad Foroughi       | Iran        | 96    | 100   | 382-13x |      |
| 6    | Wang Qian            | Cina 2      | 95    | 95    | 380-12x |      |
| 6    | He Zhengyang         | Cina 2      | 97    | 93    | 380-12x |      |
| 7    | Manu Bhaker          | India       | 92    | 94    | 380-11x |      |
| 7    | Saurabh Chaudhary    | India       | 96    | 98    | 380-11x |      |
| 8    | Dina Aspandiyarova   | Australia   | 94    | 95    | 380-11x |      |
| 8    | Daniel Repacholi     | Australia   | 95    | 96    | 380-11x |      |

### Finale
| Pos.                      | Atleti                                | Nazionalità | Totale |
| ------------------------- | ------------------------------------- | ----------- | ------ |
| Finale medaglia d'oro     |                                       |             |        |
|                           | Jiang Ranxin Pang Wei                 | Cina 1      | 16     |
|                           | Vitalina Bacaraškina Artem Chernousov | ROC 1       | 14     |
| Finale medaglia di bronzo |                                       |             |        |
|                           | Olena Kostevyč Oleh Omelchuk          | Ucraina     | 16     |
| 4                         | Zorana Arunović Damir Mikec           | Serbia      | 12     |